# 장화 (후한)
장화(章和)는 중국 후한(後漢) 장제(章帝)의 세 번째 연호이다. 87년 7월에서 88년까지 1년 6개월 동안 사용하였다. 88년 2월에 장제의 뒤를 이어 즉위한 화제(和帝)가 남은 10개월 동안 이어서 사용하였으며 89년에 개원하였다.

## 개원
원화(元和) 4년 7월 27일(87년 9월 12일)에 연호를 장화(章和)로 개원함.

## 연대대조표
| 장화                | 원년       | 2년        |
| 서력                | 87년       | 88년       |
| 육십간지 (六十干支) | 정해(丁亥) | 무자(戊子) |

## 같이 보기
- 중국의 연호